# Christoph Raupach
Christoph Raupach (geboren am 5. Juli 1686 in Tondern, gestorben am 19. April 1758 in Stralsund) war ein aus dem Herzogtum Schleswig stammender Organist und Komponist in Stralsund.

## Leben
Christoph Raupach war der jüngste der vier Söhne des Organisten Georg Raupach. Dieser war in Zittau tätig und mit Andreas Hammerschmidt bekannt gewesen. Nach dem Schulbesuch ging er im Jahr 1701 nach Hamburg, wo er beim Organisten Georg Bronner im Orgelspiel ausgebildet wurde sowie Italienisch und Französisch lernte. Er bewarb sich im Jahr 1703 um die Nachfolge Dieterich Buxtehudes an der Lübecker Marienkirche; wegen der daran geknüpften Bedingung, Buxtehudes ältere Tochter Anna Margareta Buxtehude zu heiraten, nahm er jedoch von diesem Vorhaben Abstand.
Nachdem ihn sein Bruder Bernhard Raupach, Theologiestudent in Rostock, auf die vakante Organistenstelle an der Stralsunder Nikolaikirche aufmerksam gemacht hatte, ging er, begleitet von Johann Gerhard Babst, Organist an der Rostocker Jakobikirche, und mit einer Empfehlung von Johann Fischer, nach Stralsund. Er erhielt dort am 1. Mai 1703 die Bestallung als Organist an der Nikolaikirche. Anschließend begab er sich über Rostock nach Tondern. In Rostock hielt er um die Hand von Catharine Elisabeth Babst, der ältesten Tochter Babsts, an. Er heiratete diese am 28. Juli 1707 in Rostock.
Christoph Raupach konnte sich in Stralsund schnell Anerkennung erwerben. Er schrieb zahlreiche Musikstücke. Für Stanislaus I., der nach seiner ersten Regierungszeit auf dem Weg ins Exil durch Stralsund kam, schrieb er eine Kantate, die vor dem polnischen König aufgeführt wurde. Er stand in Kontakt zu den Komponisten Johann Sebastian Bach und Georg Friedrich Händel.
Raupach veranstaltete 1710 zum Ausgang des sonntagnachmittäglichen Gottesdienstes in der Nikolaikirche so genannte Allusiones. Bei diesen einige Aufmerksamkeit erlangenden Orgelmusiken suchte er durch abgegebene Textblätter und Hinweise seine Choralimprovisationen dem Publikum näher zu bringen.
Mit seiner Frau, die 1733 starb, hatte Christoph Raupach 14 Kinder. Wegen schlechter oder ausstehender Bezahlung für seine Dienste ging es der Familie sehr schlecht. Raupach schrieb zahlreiche Gesuche mit der Bitte, sein Salär doch pünktlich zu zahlen.
Raupach starb am 19. April 1758 und wurde in der Nikolaikirche bestattet. Sein ältester Sohn Gerhard Christoph Raupach (1708–1759) wurde Organist in der Stralsunder Marienkirche, Hermann Friedrich Raupach (1728–1778) wurde Hofkapellmeister in St. Petersburg.
Zu Christoph Raupachs Werken zählen geistliche und weltliche Kantaten, Oratorien, Klavier- und Kammermusik, aber auch musiktheoretische Werke. Einige seiner Schriften wurden durch Johann Mattheson herausgegeben. Die Kompositionen blieben zumeist ungedruckt und gelten heute als größtenteils verloren.

## Schriften
- als Veritophili [Pseudonym]: Deutliche Beweis-Gründe, worauf der rechte Gebrauch der Music, beydes in den Kirchen, als ausser denselben, beruhet. Hrsg. Johann Mattheson. Benjamin Schillers Erben, Hamburg 1717. Digitalisat[4]